# Isabelle Collin Dufresne
Pour les articles homonymes, voir Collin et Dufresne.
Isabelle Collin Dufresne, connue sous le nom Ultra Violet, est une artiste franco-américaine, née le 6 septembre 1935 à La Tronche en Isère et morte le 14 juin 2014 à New York. Muse de Salvador Dalí, elle devient l’égérie de Andy Warhol, une période de sa vie qu'elle critiquera.

## Biographie
Isabelle Collin Dufresne grandit dans une famille bourgeoise, religieuse et stricte. Rebelle, elle quitte la France pour vivre avec sa sœur aînée à New York.
En 1954, après une rencontre avec Salvador Dalí, elle devient sa muse : élève, assistante de studio, et amante en Espagne et à New York. Dans les années 1960, elle s'intéresse à la scène new-yorkaise progressive, l'American Pop Art, notamment Jasper Johns, Robert Rauschenberg et James Rosenquist.
En 1963, Salvador Dalí la présente à Andy Warhol, et bientôt elle s'installe à la Factory, le lieu d'artiste fréquenté par Warhol. En 1964, elle choisit comme nom de scène Ultra Violet sur une suggestion de Warhol, et devient une des « superstars » de la Factory. Elle joue plusieurs rôles dans plus d'une douzaine de films entre 1965 et 1974. En 1969, elle est « détrônée » comme muse principale de Warhol par Viva. Tout en participant aux activités et aux performances du groupe, elle évite généralement l'usage de drogue dure. Adolescente, elle avait essayé de fumer et en avait été très malade, décidant dès lors de s'abstenir de l'usage des drogues. 

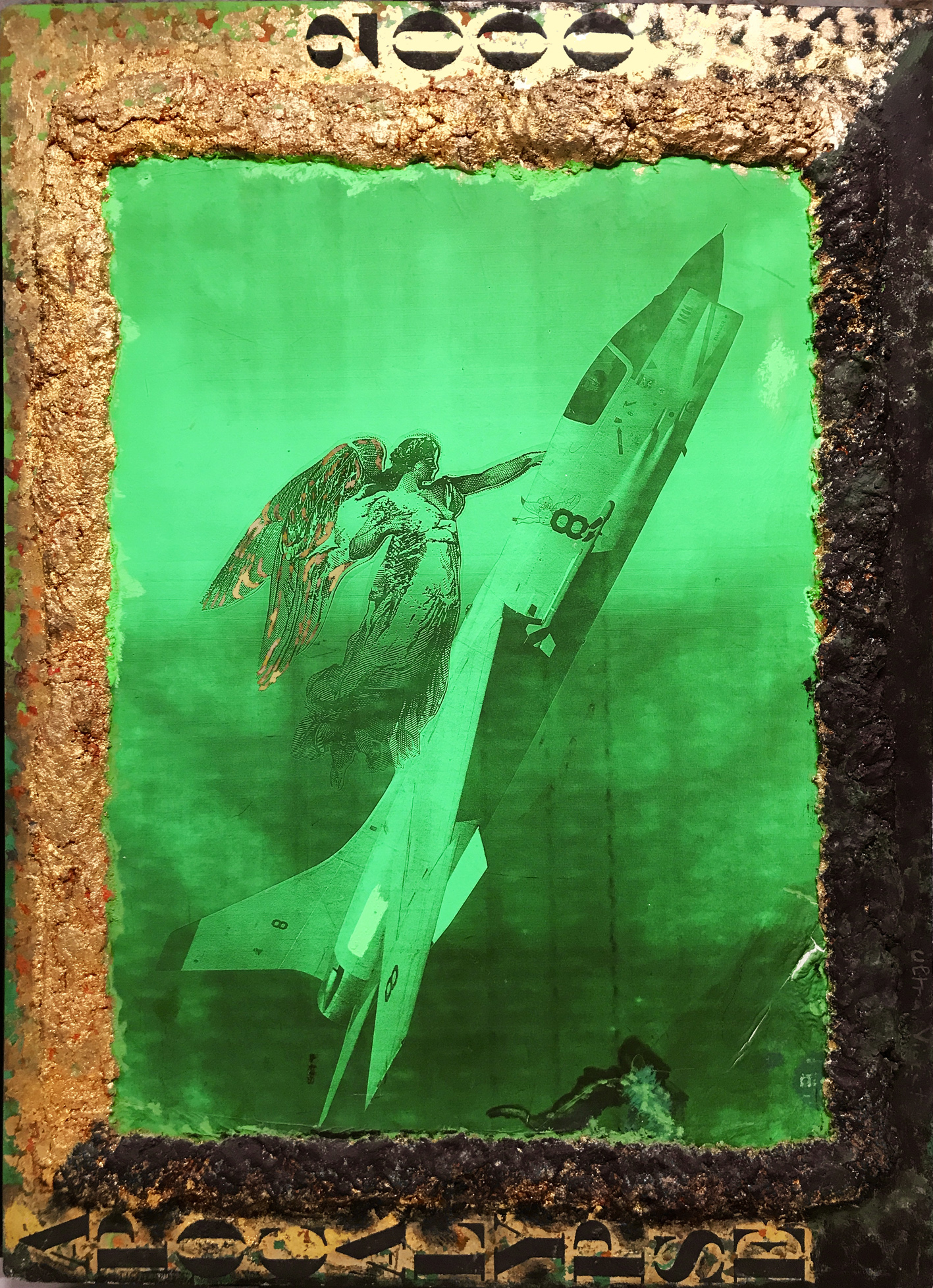
Apocalyse 2000, oeuvre d'Ultraviolet 1999

Dans les années 1980, elle sort progressivement de la scène du Factory,  pour travailler de façon autonome et plus personnelle sur ses créations. Dans son autobiographie, Famous for 15 Minutes: My Years With Andy Warhol (quinze minutes de célébrité : mes années avec Andy Warhol) publiée l'année après la disparition inattendue de Warhol en 1987, elle fait la chronique des activités des « superstars » de Warhol, dont plusieurs sont décédées prématurément. Elle rend hommage à certains de ses amants de l'époque, mais évoque de façon négative, avec le recul, l’exhibitionnisme de ce milieu auquel elle a appartenu. « Les portes étaient grandes ouvertes, n'importe qui pouvait entrer, et le monde entier est d'ailleurs venu », précise-t-elle. Elle y réaffirme toutefois son estime pour Andy Warhol : « Il était extraordinaire ». Elle y parle également de son retour à la religion après une grosse dépression, un retour marqué par un baptême mormon en 1981.
Son œuvre plastique (huiles, estampes, collages, sculptures) est empreinte de spiritualité (présence fréquente d'anges), de lumière (utilisation de l'or et des couleurs de l'arc-en-ciel) et de références au pop art américain (Mickey l'Angelo). 
Après la mort de Warhol, elle partage sa vie entre New York et Nice, où elle fréquente les artistes dits de l’École de Nice et la Galerie Ferrero.
Elle meurt le 14 juin 2014 à New York. Elle est inhumée à Saint-Égrève près de Grenoble.

## Publications

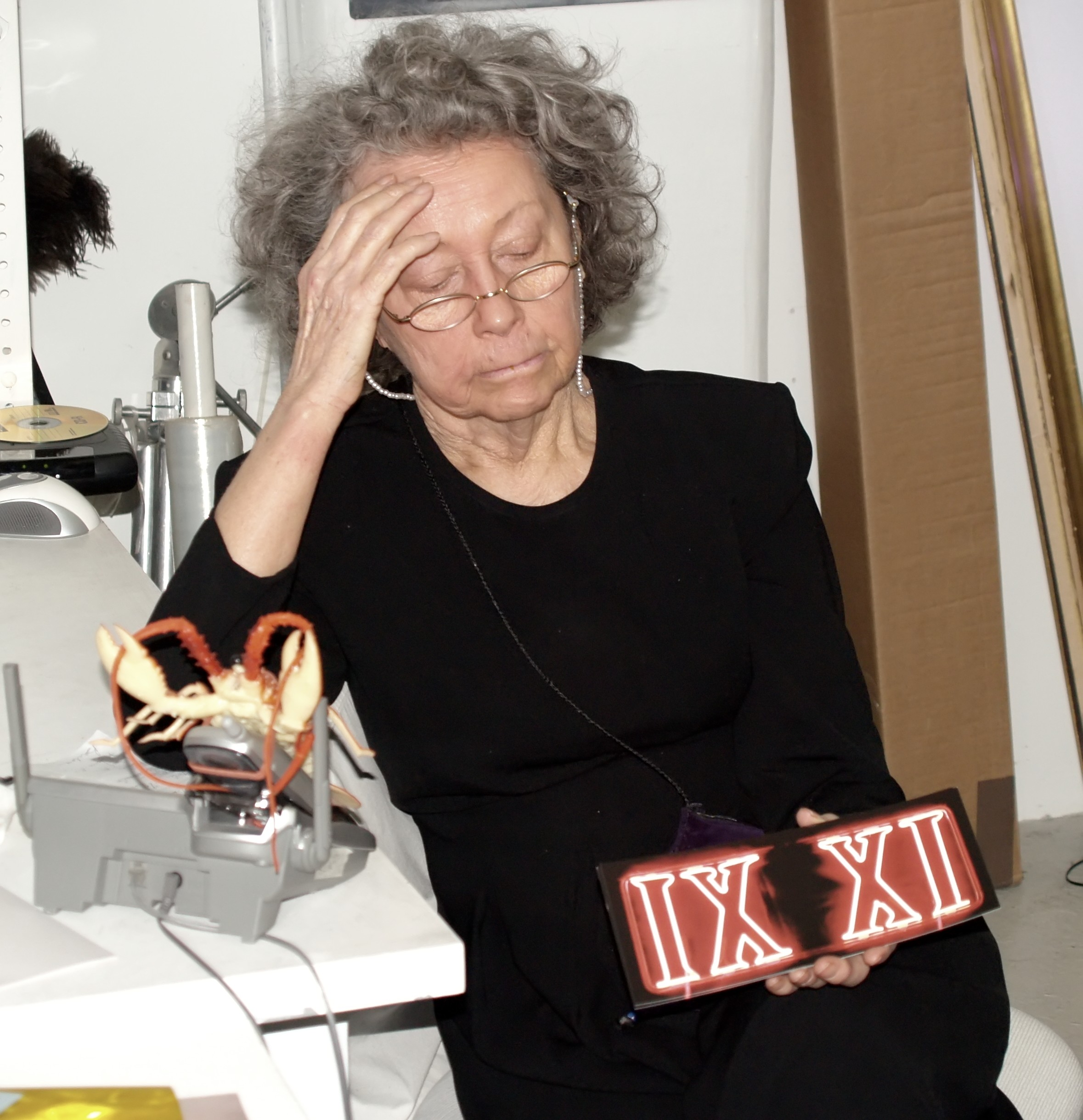
Isabelle Collin Dufresne en 2008 à New York.

- Famous for 15 Minutes. My Years With Andy Warhol, autobiographie illustrée, 274 p., San Diego, Harcourt Brace Jovanovich, 1988 (Avon Books, 1990,  (ISBN 0-380-70843-4))
- Andy Warhol, Superstar  (ISBN 3-7857-0535-2)
- L'Ultratique

## Filmographie
- Blackout (1994) .... Arlette
- Une femme libre (1978) .... Lady MacBeth
- Curse of the Headless Horseman (1974) .... Comtesse Isabel du Fren
- Bad Charleston Charlie (1973)
- Sauvages de James Ivory (1972) .... Iliona, une Décadente
- Believe in Me (1971) .... Patiente
- The Telephone Book (1971)
- Simon, King of the Witches (1971) .... Sarah
- Taking Off (1971) .... Membre du SPFC
- Dinah East (1970) .... Daniéla
- Brand X (1970) .... Chanteuse
- The Phynx (1970) .... Félice
- Cleopatra (1970)
- Maidstone (1970) .... Elle-même
- Macadam Cowboy (1969) .... The Party
- The Secret Life of Hernando Cortez (1969) .... Fille de Montezuma
- Four Stars (1967)
- I, a Man (1967)
- The Life of Juanita Castro (1965)
- Cinématon #1084 (1988) de Gérard Courant .... elle-même
- Lire #27 (1988) de Gérard Courant ... elle-même
- Portrait de Groupe #92 : Avec Ultra-Violet à Paris (1988) de Gérard Courant ... elle-même